# Howard Cannon

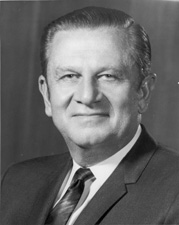
Howard Walter Cannon

Howard Walter Cannon (* 26. Januar 1912 in St. George, Utah; † 5. März 2002 in Las Vegas, Nevada) war ein US-amerikanischer Politiker der Demokratischen Partei und von 1959 bis 1983 als Vertreter Nevadas Mitglied des Senats der Vereinigten Staaten.

## Biografie
Cannon besuchte das Arizona Teachers College und ging dann an die University of Arizona, um Jura zu studieren. Danach arbeitete er als Rechtsanwalt in Arizona, Nevada und Utah. 1939 übernahm er als Staatssenator in Utah sein erstes politisches Mandat; im folgenden Jahr wurde er Staatsanwalt im Washington County. Im Zweiten Weltkrieg diente er in der US Army.
1949 wurde er zum Prozessanwalt von Las Vegas gewählt, was ihm drei weitere Male gelingen sollte, bis er 1958 in den US-Senat einzog. Cannon stimmte dort 1964 für die Bürgerrechte (Civil Rights Act) und wurde auch allgemein dem moderateren Flügel der Demokratischen Partei zugerechnet. Bei den Wahlen von 1964, 1970 und 1976 wurde er jeweils erneut in den Senat gewählt; erst 1982 unterlag er dem Republikaner Chic Hecht.
Da Cannon auch Vorsitzender des Senate Commerce Committee war, welches sich mit der Deregulierung des Transportgewerbes befasste, planten Verantwortliche der Transportarbeitergewerkschaft der Teamsters ihn zu bestechen. Der Mobster Joseph Lombardo wurde wegen dieses Versuchs angeklagt, aber freigesprochen. Allerdings kostete der Bestechungsversuch Roy Williams die Präsidentschaft über die Gewerkschaft und könnte, obwohl Cannon sich auf keinen Versuch einließ, mit zu seiner Wahlniederlage 1982 beigetragen haben. Cannon zog sich daraufhin aus der Politik zurück.